# Probreviceps rhodesianus
Espèce
Statut de conservation UICN

 EN B1ab(iii) : En danger
Probreviceps rhodesianus est une espèce d'amphibiens de la famille des Brevicipitidae.

## Répartition
Cette espèce est endémique des hauts plateaux de l'Est du Zimbabwe. Elle se rencontre au-dessus de 1 500 m d'altitude au nord de Mutare. 
Sa présence est incertaine au Mozambique.

## Étymologie
Son nom d'espèce lui a été donné en référence au lieu de sa découverte, la Rhodésie.

## Publication originale
- Poynton & Broadley, 1967 : A new species of Probreviceps (Amphibia) from Rhodesia. Arnoldia (Rhodesia), vol. 3, p. 1–3.